# Мандельберг Віктор Овсійович
Віктор Овсійович Мандельберг (варіант імені та по батькові Вігдор Овшіевіч, літературні та партійні псевдоніми Бюлов,  Посадовський , Панін ; 19 грудня 1869, Бердичів — 15 березня 1944, Хайфа) — російський публіцист, революціонер (меншовик), лікар.

## Біографія
Віктор Овсійович Мандельберг народився в Бердичеві Київської губернії в заможній родині купця-єврея. В перепису населення 1895 року «Вся Росія» батько вказаний як ювелір. Закінчив Київську чоловічу класичну гімназію. Навчався на медичному факультеті Київського імператорського університету Св. Володимира (1887—1893).
З 1893 року, отримавши диплом лікаря і право проживання в столиці, жив в Петербурзі. Працював лікарем, з 1894 року також секретарем «Товариства допомоги в читанні хворим і бідним» під головуванням П. Ф. Лесгафта. У 1898 році заарештований за звинуваченням у політичній пропаганді серед робітників Колпинского заводу. Просидів 3 роки у в'язниці і 26 травня 1899 був висланий на 4 роки під гласний нагляд поліції до Східного Сибіру (Іркутськ). На полюванні прострелив собі руку, яку довелося ампутувати.
Мандельберг один з творців Іркутського соціал-демократичного комітету, а потім і «Сибірського соціал-демократичного союзу».
У 1903 році їде за Брюссель, потім в Лондон, де бере участь при II з'їзді РСДРП, на якому разом Троцьким Л.Д. представляв Сибірський соціал-демократичний союз.
У 1904 повернувся в Санкт-Петербург і потім повертається в Іркутськ, де бере активну участь у революційних подіях — загального страйку в жовтні 1905 року. У грудні 1905 року виступив одним з творців газети «Красноярський робочий».
У 1907 обирається членом міської думи, а 24 березня того ж року — членом II Державної думи від міста Іркутська. У Думі входив в соціал-демократичну фракцію. Брав участь в роботі тимчасової думської комісії про забезпечення нормального відпочинку службовців в торгових і ремісничих закладах, був її секретарем.
Після розпуску Державної думи В. Е. Мандельберг втік до Фінляндії, потім в Італію, де в місті Нерві практикував як лікар.
У 1917 повернувся в Петроград, де очолив медичну службу міста. У тому ж році був обраний членом президії від соціал-демократів Всеросійського демократичного Ради, став кандидатом в члени Тимчасового Ради Російської республіки, кандидатом в члени ЦК РСДРП (о).
У 1918 взяв участь в роботі Іркутського губернського з'їзду робітничих, селянських, бурятських, козацьких і червоноармійських депутатів від соціал-демократичної партії. Після поразки радянської влади влітку активно працював в Іркутському комітеті соціал-демократичної партії, підтримував земській рух.

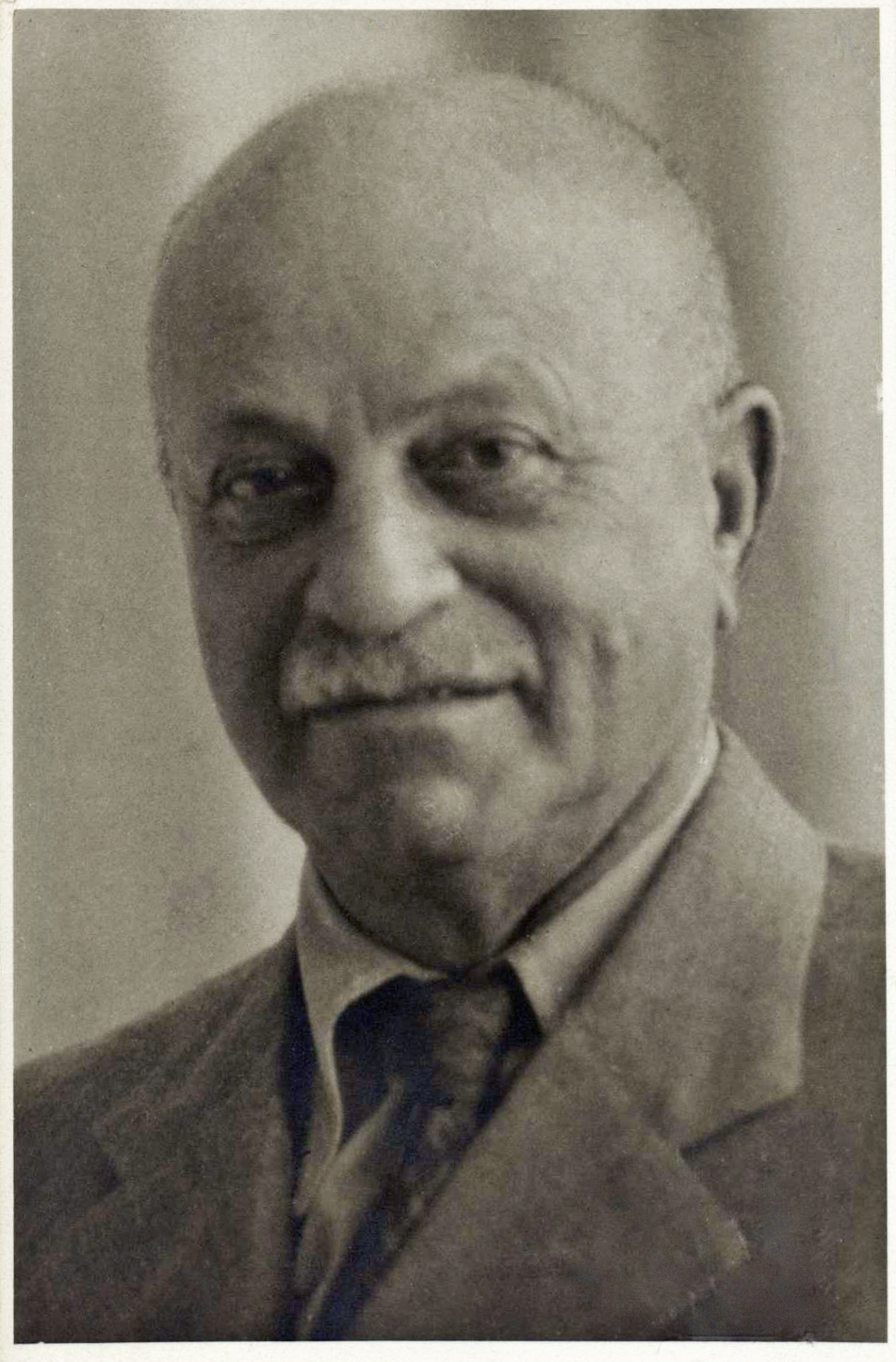
Вігдор Мандельберг (Тель-Авів, близько 1940)

В період диктатури Колчака О. В. продовжував займатися публіцистикою. 17 липня 1918 роки за публікацію статті «Геть смертну кару» в газеті «Іркутські дні» був заарештований. З 1919 року по 20 лютого 1920 був гласним Іркутської міської думи. Але відомо, що вже в 1919 році Мандельберг переїхав в Читу.
У серпні 1920 року емігрував до Палестини, попри те, що він, ймовірно, не був сіоністом. У Палестині швидко приєднався до компанії громадськості та експертів по боротьбі з туберкульозом, став одним із засновників «Ліги боротьби з туберкульозом». Голова цієї Асоціації, відкрив її філії по всій країні, в тому числі в Хайфі створив невелику лікарню для лікування цієї хвороби на чолі з доктором Вольфом. Один з творців головною лікарняної каси Ізраїлю (купат-холім Клали).
У жовтні 1941 був одним з ініціаторів створення «Громадського комітету допомоги СРСР у війні з фашизмом» (пізніше Відділ V) і член президії цієї організації. За допомогою місії в Тегерані Мандельберг брав участь в організації доставки в СРСР медичного обладнання, в тому числі трьох машин швидкої допомоги, двох дезінфекційних машин і інших пожертвувань єврейської громади Палестини.

## Сім'я
- Дружина — Агнія (Ага) Абрамівна Мандельберг (уроджена Новомейская, 25 листопада 1881 — 3 лютого 1938), сестра інженера і громадського діяча Новомейського М. А. Троє синів: Олександр (1906—1995), Михайло (1908—1976), Абрам (1920—2007)[5][6].
- Його брати Лев і Володимир (обидва лікарі) були одружені на сестрах філософа Шестова Л. І. — Марії Ісаківна Шварцман (1863—1948) і Єлизаветі Ісаківна Мандельберг (1873—1943). Племінниця — скульптор Луцька Сільвія Львівна.
- Брат — Мойсей Овсійович (Мойше Овшіевіч) Мандельберг (1870?), Випускник юридичного факультету Імператорський університет Святого Володимира, з 1896 року практикував в Ростові-на- Дону[7]. Племінник — театральний художник Мандельберг Євген Мойсейович.

## Твори
- Терни без троянд, Женева, 1908.
- З пережитого, Давос, 1910.

### Рекомендовані джерела
- Кудряшов В. В. 2015. Социал-демократическая фракция II Государственной Думы: взгляд изнутри и оценки очевидцев. // Проблемы социально-экономического развития Сибири, № 4 (22) С. 99-104